# Cerro Cacique Papón/Cacique Casimiro
El cerro Cacique Papón (en Chile) o cerro Cacique Casimiro (en Argentina)  es una montaña en el límite entre Argentina y Chile en el campo de hielo patagónico sur con una altitud de 2131 metros sobre el nivel del mar.
Forma parte del parque nacional Bernardo O'Higgins en su lado chileno y del parque nacional Los Glaciares en su lado argentino, administrativamente se encuentra en la región de Magallanes y de la Antártica Chilena en su lado chileno y en la provincia de Santa Cruz en el argentino.
Es un cerro limítrofe desde la firma del acuerdo de 1998 entre ambos países.

## Etimología
El nombre corresponde al del cacique aonikenk Papón en Chile y el de Casimiro Biguá en Argentina.